# Буше (Горња Савоја)
Буше (фр. Bouchet) насеље је и општина у источној Француској у региону Рона-Алпи, у департману Горња Савоја која припада префектури Анси.
По подацима из 2011. године у општини је живело 238 становника, а густина насељености је износила 12,85 становника/km². Општина се простире на површини од 18,52 km². Налази се на средњој надморској висини од 935 метара (максималној 2.407 m, а минималној 745 m).

## Демографија
| 1962. | 1968. | 1975. | 1982. | 1990. | 1999. | 2011. |
| ----- | ----- | ----- | ----- | ----- | ----- | ----- |
| 175   | 147   | 125   | 120   | 116   | 174   | 238   |

График промене броја становника у току последњих година